# Bệnh truyền nhiễm mới nổi
Bệnh truyền nhiễm mới nổi (tiếng Anh: Emerging infectious disease - EID) là một bệnh truyền nhiễm có tỷ lệ mắc tăng lên trong 20 năm qua và có thể gia tăng trong tương lai gần. Nhiễm trùng mới nổi chiếm ít nhất 12% trong tất cả các mầm bệnh ở người. EID được gây ra bởi các loài hoặc chủng mới được xác định (ví dụ Hội chứng hô hấp cấp tính nặng, HIV / AIDS)  có thể đã tiến triển từ một bệnh nhiễm trùng đã biết (ví dụ như cúm) hoặc lây lan sang một dân số mới (ví dụ Sốt Tây sông Nile) hoặc đến một khu vực đang trải qua quá trình biến đổi sinh thái (ví dụ Bệnh Lyme), hoặc tái nhiễm trùng, như bệnh lao kháng thuốc. Nhiễm trùng bệnh viện (mắc phải tại bệnh viện), chẳng hạn như Staphylococcus aureus kháng methicillin đang xuất hiện trong bệnh viện, và cực kỳ có vấn đề ở chỗ chúng kháng nhiều loại kháng sinh. Quan tâm phát triển là tương tác hiệp đồng bất lợi giữa các bệnh mới nổi và truyền nhiễm và các điều kiện không nhiễm trùng dẫn đến sự phát triển của syndemics mới. Nhiều bệnh mới nổi là bệnh do động vật lây truyền - một sinh vật chứa nuôi dưỡng các mầm bệnh, chỉ thỉnh thoảng mới truyền nhiễm vào quần thể người.

## Yếu tố góp phần
Trung tâm kiểm soát và phòng ngừa dịch bệnh Hoa Kỳ (CDC) xuất bản một tạp chí Bệnh truyền nhiễm mới nổi xác định các yếu tố sau đây góp phần vào sự phát sinh của bệnh:
- Thích nghi vi sinh vật; ví dụ trôi dạt gen và dịch chuyển gen ở cúm A
- Thay đổi tính nhạy cảm của con người; ví dụ suy giảm miễn dịch hàng loạt với HIV/AIDS
- Khí hậu và thời tiết; ví dụ như các bệnh có vec tơ động vật như bệnh West Nile (do muỗi truyền) đang di chuyển xa hơn từ vùng nhiệt đới khi khí hậu ấm lên
- Thay đổi nhân khẩu học và thương mại; ví dụ: du lịch nhanh chóng cho phép SARS lan truyền nhanh chóng trên toàn cầu
- Phát triển kinh tế; ví dụ sử dụng kháng sinh để tăng năng suất thịt của bò nuôi dẫn đến kháng thuốc kháng sinh
- Phá vỡ sức khỏe cộng đồng; ví dụ như tình hình hiện tại ở Zimbabwe
- Nghèo đói và bất bình đẳng xã hội; ví dụ bệnh lao chủ yếu là vấn đề ở khu vực thu nhập thấp
- Chiến tranh và nạn đói
- Sinh học; ví dụ như các cuộc tấn công của bệnh than năm 2001
- Xây dựng hệ thống đập và thủy lợi; ví dụ sốt rét và các bệnh do muỗi truyền